# ベース・レヴェンテ
ベース・レヴェンテ（Bősz Levente 、1994年5月6日 - ）は、ハンガリー・ブダペスト出身のプロサッカー選手。リーガI・ポリテフニカ・ヤシ所属。ポジションは、ゴールキーパー。